# رودني ألكالا
رودني ألكالا (23 أغسطس 1943 - 24 يوليو 2021) قاتل متسلسل أمريكي، ومرتكب جرائم جنسية حُكم عليه بالإعدام في كاليفورنيا لخمسة جرائم قتل ارتكبت في تلك الولاية بين عامي 1977 و1979، وحُكم عليه بالسجن 25 عامًا إضافيًا بعد الاعتراف بالذنب في جريمتي قتل ارتكبتا في نيويورك في عامي 1971 و1977. بينما تم ربطه بشكل قاطع بتسع جرائم قتل، ولا يزال العدد الحقيقي لضحايا ألكالا غير معروف ويمكن أن يكون أعلى من ذلك بكثير.
جمع مجموعة من أكثر من 1000 صورة لنساء وفتيات وفتيان، وكثير منهم في أوضاع جنسية صريحة. في عام 2016 اتهم بقتل في عام 1977 لامرأة تم التعرف عليها في إحدى صوره. تكهنت الشرطة بأن آخرين قد يكونون ضحايا اغتصاب أو قتل أيضًا.
قال الادعاء إن ألكالا «لعب» بضحاياه وخنقهم حتى فقدوا وعيهم، ثم انتظر حتى يستعيدوا وعيهم وأحيانًا كرر هذه العملية عدة مرات قبل أن يقتلهم في النهاية. وصف أحد محققي الشرطة ألكالا بأنه «آلة قتل»، وشبهه آخرون بتيد بندي.